# Jezero Župica
Jezero Župica är en sjö i Bosnien och Hercegovina.   Den ligger i entiteten Federationen Bosnien och Hercegovina, i den västra delen av landet, 150 km väster om huvudstaden Sarajevo. Jezero Župica ligger 579 meter över havet. Arean är 0,75 kvadratkilometer.Den sträcker sig 1,3 kilometer i nord-sydlig riktning, och 1,5 kilometer i öst-västlig riktning.
Omgivningarna runt Jezero Župica är en mosaik av jordbruksmark och naturlig växtlighet. Runt Jezero Župica är det ganska tätbefolkat, med 93 invånare per kvadratkilometer.